# Championnat de Nauru de football
 (mai 2021).
Si vous disposez d'ouvrages ou d'articles de référence ou si vous connaissez des sites web de qualité traitant du thème abordé ici, merci de compléter l'article en donnant les références utiles à sa vérifiabilité et en les liant à la section « Notes et références ».
Le championnat de Nauru de football est une compétition sportive créée en 1986 mettant aux prises les meilleurs clubs de football de nauruans. Le championnat est composé de plusieurs clubs et ceux-ci sont amateurs. D'après la Rec.Sport.Soccer Statistics Foundation, le championnat n'est plus organisé depuis 2004.

## Histoire
- En 1998, six clubs ont pris part à cette compétition : Buada Sport, Comp Phos, Hospital, Nauru Police, Work Force Phos et University[2].
- Les matchs sont joués dans les stades de Linkbelt Oval, National Stadium et Denig Stadium.

## Liste des clubs
- Buada Sport
- Comp Phos
- Hospital
- Menaida
- Nauru Police
- Panzers
- Work Force Phos
- University

## Palmarès
| Rang | Clubs   | Titre(s) | Année(s)                                                               |
| ---- | ------- | -------- | ---------------------------------------------------------------------- |
| 1    | Menaida | 12       | 1987, 1988, 1989, 1990, 1991, 1992, 1993, 1994, 1995, 1996, 1998, 1999 |
| 2    | Panzers | 2        | 1986, 2000                                                             |

### Référence
1. ↑  « Nauru 2014 », sur www.rsssf.com (consulté le 27 mai 2021)
2. ↑  (en) Rec.Sport.Soccer Statistics Foundation - Nauru 1998.